# Hirotaka Okada
Hirotaka Okada (jap. 岡田弘隆, Okada Hirotaka; * 22. Februar 1967 in Ōno, Präfektur Gifu) ist ein ehemaliger japanischer Judoka, der 1987 Weltmeister im Halbmittelgewicht und 1991 Weltmeister im Mittelgewicht war.

## Sportliche Karriere
Der 1,70 m große Hirotaka Okada kämpfte bis 1989 im Halbmittelgewicht, der Gewichtsklasse bis 78 Kilogramm. 1986 war er Dritter der Juniorenweltmeisterschaften. Ende 1986 gewann er bei den Weltmeisterschaften der Studierenden. Bei den Weltmeisterschaften 1987 in Essen besiegte er im Viertelfinale den Polen Waldemar Legień und im Halbfinale den Australier Luis Val. Mit seinem Finalsieg über Baschir Warajew aus der Sowjetunion gewann er den ersten Weltmeistertitel. 1988 besiegte Okada in seinem ersten Kampf bei den Olympischen Spielen in Seoul den Jugoslawen Filip Leščak mit einer Yuko-Wertung. Im Achtelfinale unterlag er dem Franzosen Pascal Tayot nach 4:53 Minuten durch Ippon.
Ab 1990 startete Okada im Mittelgewicht, der Gewichtsklasse bis 86 Kilogramm. Im August 1990 siegte er bei den Goodwill Games in Seattle. Zwei Monate später gewann er den Titel bei den Asienspielen 1990 in Peking. 1991 bezwang er bei den Weltmeisterschaften in Barcelona wie 1987 im Viertelfinale den Polen Waldemar Legień. Nach seinem Halbfinalsieg über den Südkoreaner Yang Jong-ok und dem Finalsieg über Joseph Wanag aus den Vereinigten Staaten war er zum zweiten Mal Weltmeister. Ebenfalls in Barcelona fanden die Olympischen Spiele 1992 statt. Nach zwei Siegen unterlag Okada im Viertelfinale dem Kanadier Nicolas Gill durch Waza-Ari. In der Hoffnungsrunde siegte Okada über den Niederländer Ben Spijkers, den Südkoreaner Yang Jong-ok und den Deutschen Axel Lobenstein. Nach diesen drei Siegen erhielt Okada eine Bronzemedaille. 1993 siegte Okada bei den Asienmeisterschaften in Macau. Sein letzter internationaler Turniersieg war der Gewinn des World Masters 1995 in München.